# レベッカ・ホール
レベッカ・ホール（Rebecca Hall, 1982年5月3日 - ）は、イギリスの女優、映画監督。

## 略歴
父親は舞台演出家・映画監督のサー・ピーター・ホール、母親は「カルメン」を得意としたオペラ歌手(メッゾ・ソプラノに近いソプラノ)のマリア・ユーイング(女優、舞踊家ではないが、演技力もあり、劇中でも踊るため誤った情報が流布)。5歳の時に両親は離婚。異母兄は舞台演出家エドワード・ホール、姉（妹）がいる。92年に父が演出したミニ・シリーズ「The Camomile Lawn」でTVデビュー。寄宿学校であるローディーン・スクールを首席で卒業後、入学したケンブリッジ大学セント・キャサリンズ・カレッジでは英文学を専攻。
2002年にジョージ・バーナード・ショーの『ウォレン夫人の職業』で舞台デビュー。2006年にデイヴィッド・ニコルズ原作の『Starter for Ten』に初出演し、続く『プレステージ』で好演し、数々の新人賞候補となる。また、フォード・マドックス・フォードの愛人でもあったジーン・リースが『ジェーン・エア』のベルタをモデルとして描いた小説『サルガッソーの広い海』のテレビ版のヒロインも熱演した。
続いてウディ・アレンの『それでも恋するバルセロナ』のヒロイン、ヴィッキー役に抜擢され、スカーレット・ヨハンソン、ペネロペ・クルスと共に一躍脚光を浴び、ゴールデングローブ賞 主演女優賞 (ミュージカル・コメディ部門)にノミネートされた。以来、次々と国内外の注目作の役を得、2012年はフォード・マドックス・フォード原作『パレーズ・エンド』での好演で英国放送記者組合賞の最優秀女優賞を受賞。
2011年はロンドンのロイヤル・ナショナル・シアターで父の演出による『十二夜』でヴァイオラを演じたのも注目された。
2021年公開の映画『PASSING －白い黒人－』で監督デビューを果たす。

## 私生活
2011年から映画監督のサム・メンデスと交際していたが、2015年に破局。
2015年9月26日、俳優のモーガン・スペクターと結婚。

## フィルモグラフィー

### 映画
| 年   | 邦題/原題                                                                       | 役名                               | 備考 | 吹き替え                   |
| ---- | ------------------------------------------------------------------------------- | ---------------------------------- | --- | -------------------------- |
| 2006 | Starter for 10                                                                  | Rebecca Epstein                    | | N/A                        |
| 2006 | プレステージ The Prestige                                                       | サラ・ボーデン                     | エンパイア賞: 新人賞 (2007) ノミネート | 込山順子                   |
| 2008 | それでも恋するバルセロナ Vicky Cristina Barcelona                               | ヴィッキー                         | ゴールデングローブ賞 ミュージカル・コメディ映画部門: 主演女優賞(2008)ノミネート ゴッサム・インディペンデント映画賞: 新人賞(2008)ノミネート | 小松由佳                   |
| 2008 | フロスト×ニクソン Frost/Nixon                                                   | キャロライン・クッシング           | | 湯屋敦子                   |
| 2009 | ドリアン・グレイ Dorian Grey                                                    | エミリー・ウォットン               | | 野々山恵梨                 |
| 2010 | 善意の向こう側 Please Give                                                      | レベッカ                           | 日本劇場未公開 |                            |
| 2010 | ザ・タウン The Town                                                             | クレア・キーシー                   | | よのひかり                 |
| 2011 | アウェイクニング The Awakening                                                  | フローレンス・キャスカート         | 英国インディペンデント映画賞: 主演女優賞(2011)ノミネート                                                                                   | 小林沙苗                   |
| 2012 | 噂のギャンブラー Lay the Favorite                                               | ベス・レイマー                     | | 筒井絵理奈                 |
| 2013 | アイアンマン3 Iron Man 3                                                        | マヤ・ハンセン                     | | 東條加那子                 |
| 2013 | クローズド・サーキット Closed Circuit                                           | クラウディア・シモンズ・ホウ       | 日本劇場未公開 | TBA                        |
| 2013 | 暮れ逢い A Promise                                                              | シャーロット・ホフメイスター       | | （吹き替え版なし）         |
| 2014 | トランセンデンス Transcendence                                                  | エヴリン・キャスター               | | 北西純子                   |
| 2015 | ザ・ギフト The Gift                                                             | ロビン・カレム                     | | 加藤美佐                   |
| 2015 | タンブルダウン 彼の遺した恋の歌 Tumbledown                                      | ハンナ・マイルズ                   | 日本劇場未公開 | 小松由佳                   |
| 2016 | BFG: ビッグ・フレンドリー・ジャイアント The BFG                                 | メアリー                           | | 山田里奈                   |
| 2016 | クリスティーン Christine                                                        | クリスティーン・チャバック         | 日本未公開 シカゴ国際映画祭:最優秀女優賞スィルバーヒューゴー賞受賞                                                                         |                            |
| 2017 | ワンダー・ウーマンとマーストン教授の秘密 Professor Marston and the Wonder Women | エリザベス・ホロウェイ・マーストン | 日本劇場未公開 | よのひかり                 |
| 2017 | 結婚まで1% Permission                                                           | アナ                               | | 藤貴子                     |
| 2017 | 冷たい晩餐 The Dinner                                                           | ケイト                             | | （吹き替え版なし）         |
| 2018 | 俺たちホームズ&ワトソン Holmes & Watson                                         | グレース・ハート                   | | 阿部彬名                   |
| 2018 | ティーンスピリット Teen Spirit                                                  | ジュールス                         | | （吹き替え版なし）         |
| 2018 | 未来のミライ Mirai                                                              | おかあさん                         | 声の出演（英語版） | 麻生久美子（原語版の声優） |
| 2019 | レイニーデイ・イン・ニューヨーク Rainy Day in New York                          | コニー                             | | （吹き替え版なし）         |
| 2020 | ナイト・ハウス The Night House                                                  | ベス                               | 日本劇場未公開 | 坂本真綾                   |
| 2021 | ゴジラvsコング Godzilla vs. Kong                                                | アイリーン・アンドリューズ         | | 坂本真綾                   |
| 2021 | PASSING -白い黒人- Passing                                                      | N/A                                | 監督・脚本・製作 Netflixオリジナル作品 | N/A                        |
| 2022 | Resurrection                                                                    | Margaret                           | | N/A                        |
| 2024 | ゴジラxコング 新たなる帝国 Godzilla x Kong: The New Empire                      | アイリーン・アンドリューズ         | | 坂本真綾                   |
| 2025 | Ella McCay                                                                      |                                    | 撮影中 |                            |

### テレビ
| 年   | 邦題/原題                                                            | 役名                       | 備考       | 吹き替え                              |
| ---- | -------------------------------------------------------------------- | -------------------------- | ---------- | ------------------------------------- |
| 2006 | サルガッソーの広い海 Wide Sargasso Sea                               | アントワネット・コスウェイ | テレビ映画 |                                       |
| 2009 | レッド・ライディング I:1974 Red Riding: In the Year of Our Lord 1974 | ポーラ・ガーランド         | テレビ映画 |                                       |
| 2012 | パレーズ・エンド Parade's End                                        | シルヴィア・ティージェンス | 計5話出演  | 岡寛恵（DVD版） 高橋理恵子（WOWOW版） |
| 2020 | ザ・ループ TALES FROM THE LOOP Tales from the Loop                   | ロレッタ                   | 計6話出演  | 樋口あかり                            |
| TBA  | The Listeners                                                        | Claire                     |            |                                       |

## 関連文献
- "For Rebecca Hall, it's all in the family business", The San Diego Union-Tribune, February 20, 2005.